# Victoire von Sachsen-Coburg-Saalfeld

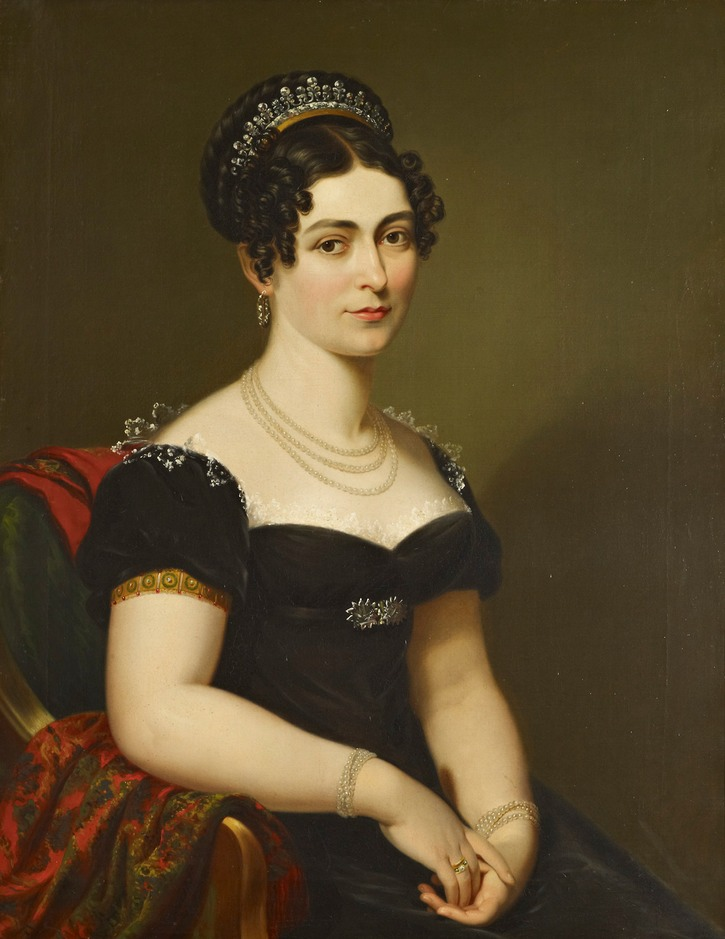
Victoire, Duchess of Kent

Marie Louise Victoire von Sachsen-Coburg-Saalfeld (* 17. August 1786 in Coburg; † 16. März 1861 in Frogmore House, Windsor; im Englischen Mary Louise Victoria, Princess of Saxe-Coburg-Saalfeld, Duchess of Kent; in deutscher Umgangssprache auch Marie Luise Viktoria) war eine Prinzessin von Sachsen-Coburg-Saalfeld und durch Heirat nacheinander Fürstin von Leiningen und Herzogin von Kent. Sie war die Mutter der britischen Königin Victoria.

## Leben

### Herkunft
Victoire war eine Tochter des Herzogs Franz Friedrich von Sachsen-Coburg-Saalfeld (1750–1806), aus dessen Ehe mit Auguste (1757–1831), Tochter des Grafen Heinrich XXIV. Reuß zu Ebersdorf. Ihr jüngerer Bruder Leopold wurde 1831 König der Belgier, ihre Schwester Juliane war russische Großfürstin. Ihr ältester Bruder Ernst folgte 1806 dem Vater als Herzog von Sachsen-Coburg-Saalfeld. Die Prinzessin galt als schön und geistig hochgebildet.

### Fürstin zu Leiningen
Mit 17 Jahren heiratete sie in erster Ehe am 21. Dezember 1803 in Coburg den nachmaligen Fürsten Emich Carl zu Leiningen, der 23 Jahre älter war als sie und im Jahr 1814 nach zehnjähriger Ehe an einer Lungenentzündung verstarb. In erster Ehe war er mit einer Tante Victoires verheiratet gewesen. Victoire übernahm die Regentschaft für ihren ältesten Sohn im Fürstentum Leiningen. Entsprechend dem Ehevertrag bestand ihr Wittum aus einer Sommerwohnung in Amorbach, einer Winterwohnung in Miltenberg und jährlich 20.000 Gulden. Victoires zweiter Ehemann, mit dem sie zeitweise in Amorbach lebte, um ihren dortigen Aufgaben als Vormünderin und Besitzverwalterin nachzugehen, setzte die Residenz der finanzschwachen Fürsten zu Leiningen wieder instand.

### Herzogin von Kent

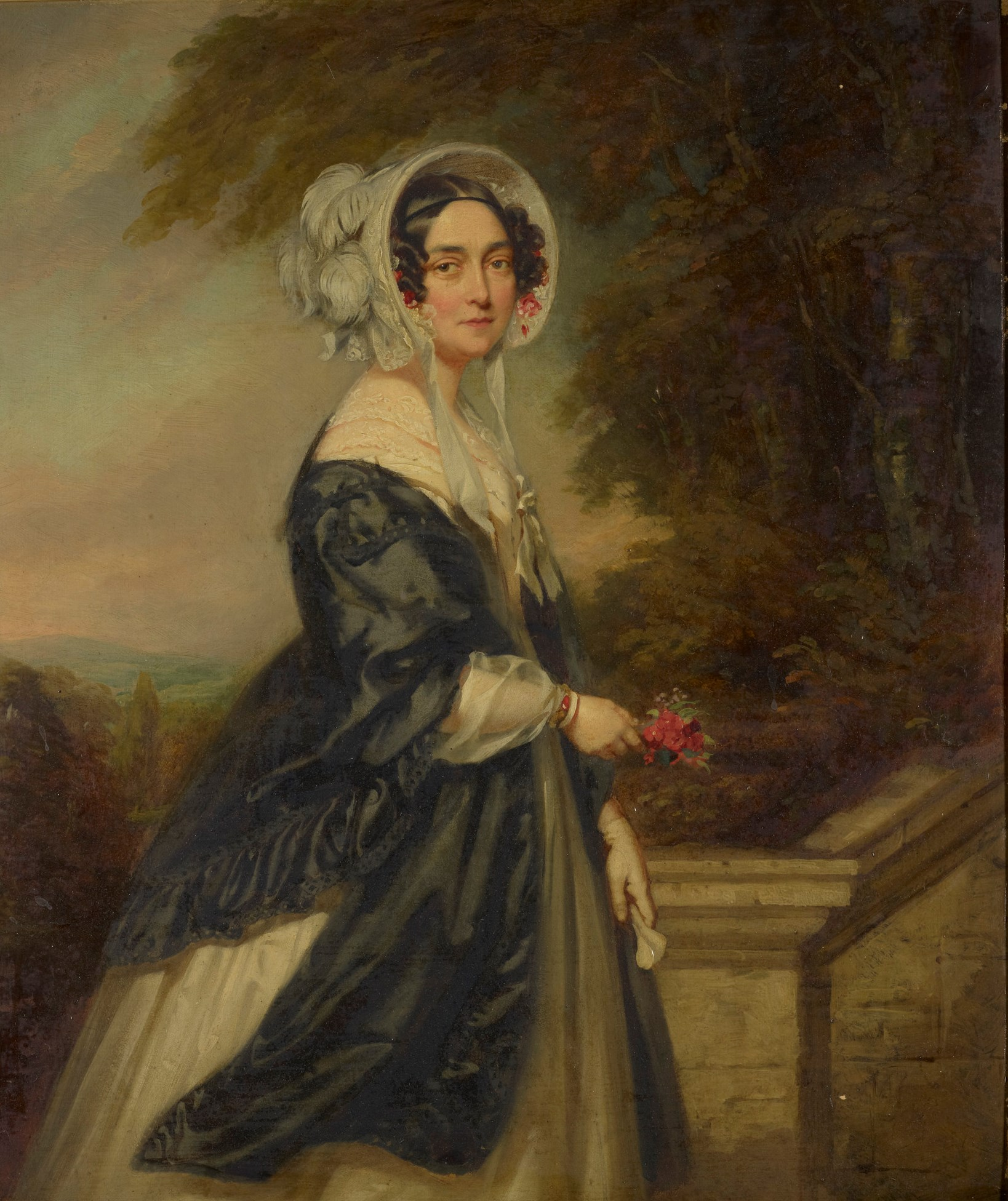
Victoire (1841, Gemälde von John Lucas)

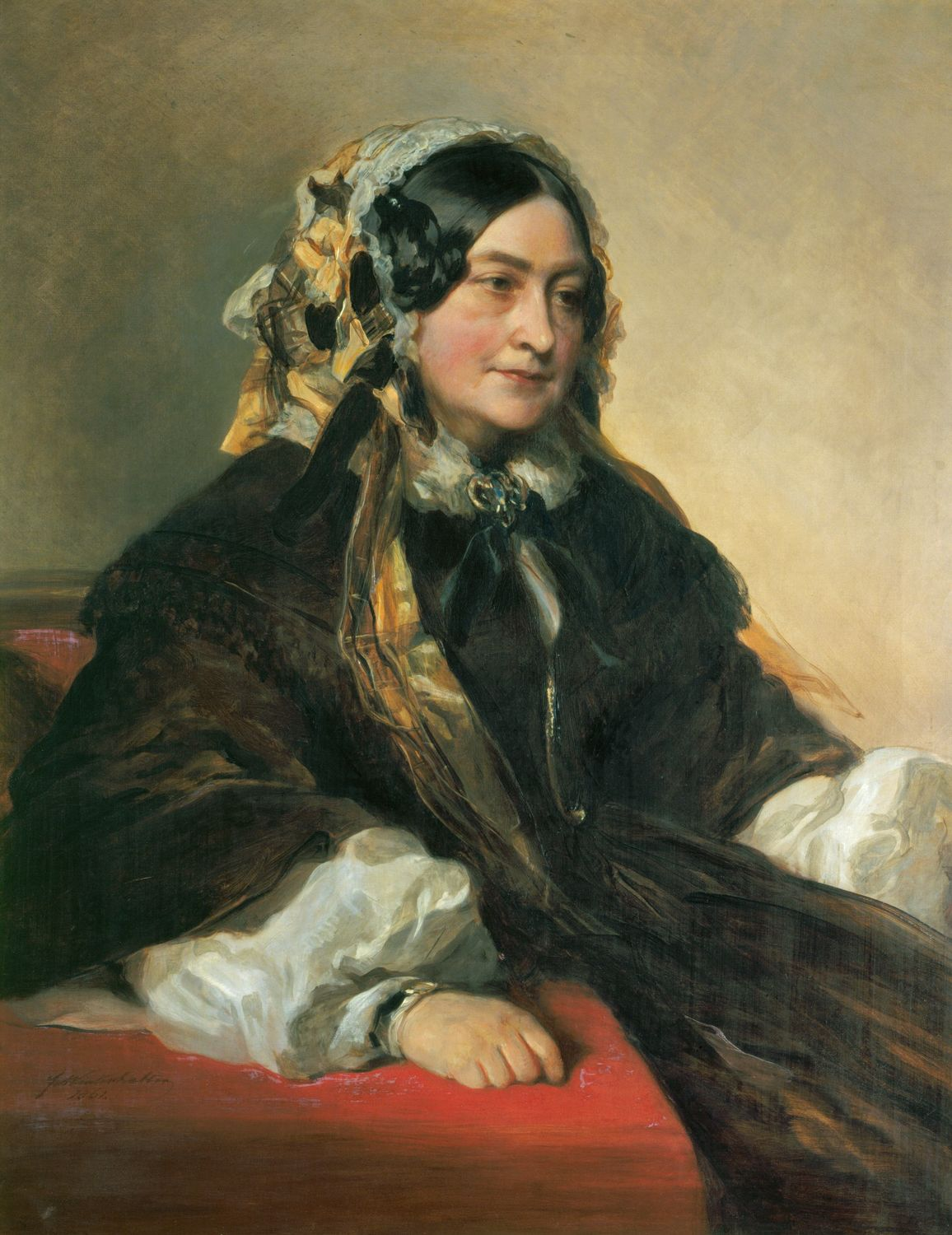
Victoire als Herzogin von Kent (1861)

Ermutigt durch Victoires Bruder Leopold warb Eduard August, Herzog von Kent und Strathearn um die Witwe, die zwar kein Englisch sprach, aber aus ebenbürtigem Haus stammte und bereits zwei gesunde Kinder geboren hatte. Eduard bekräftigte sein Interesse nach dem Tod der britischen Thronfolgerin Charlotte Augusta 1817.  Am 11. Juli 1818 heirateten beide im Kew Palace (Surrey, England) nach anglikanischem Ritus, die eigentliche Eheschließung hatte schon am 29. Mai desselben Jahres in Coburg stattgefunden. Bei der Hochzeit im Kew Palace waren auch Eduards älterer Bruder Wilhelm und Adelheid von Sachsen-Meiningen vermählt worden; aus diesen Ehen erwartete man nun den britischen Thronfolger. In der königlichen Familie begegnete man Victoire mit Ablehnung.
Das Paar wohnte zunächst 1818/19 in einem Palais der Fürsten von Leiningen, dem Thalheimschen Haus in Eberbach. Vor der Geburt des gemeinsamen Kindes, der am 24. Mai 1819 geborenen Tochter Alexandrina Victoria, der späteren Queen Victoria, kehrte das Paar nach England zurück, um dem Kind das Recht auf die Thronfolge zu sichern. Pate der Tochter wurde Eduards ältester Bruder Georg IV., der verlangte, dass dem Kind der Name seiner Mutter gegeben werde. Ein weiterer Pate der Prinzessin war Zar Alexander I. Die Tochter sollte das einzige Kind der Ehe bleiben. Für die damalige Zeit ungewöhnlich wurde die Prinzessin im Kensington Palace mit Hilfe der ersten Frauenärztin Deutschlands Charlotte von Siebold zur Welt gebracht, unmittelbar nach der Geburt gegen Pocken geimpft und von ihrer Mutter selbst gestillt. Der Vater schrieb an seine Schwiegermutter Auguste nach Coburg, das Mädchen sei „fett wie ein Rebhuhn“ (plump as a partridge). Acht Monate nach der Geburt Victorias starb Herzog Eduard von Kent. Seine Frau hatte an seinem Totenbett für mehrere Tage gewacht, ohne sich auszukleiden.
Durch den frühen Tod ihres Ehemanns war Victoire, entsprechend dem Testament Eduards, allein für die Erziehung ihrer gemeinsamen Tochter verantwortlich. Hochverschuldet und ohne Unterstützung durch die Familie ihres Mannes konnte sie sich ein Leben in England nur leisten mit Hilfe der finanziellen Unterstützung ihres Bruders Leopold, des zukünftigen Königs der Belgier. Durch die Regentschaftsbill des britischen Parlaments wurde Victoire zur Regentin bestimmt, falls ihre Tochter vor Erreichen ihrer Volljährigkeit zur Regierung käme.
Später entwickelte Victoire, die als Freundin der Whigs galt, ein sehr enges Verhältnis zu John Conroy, der durch ihre Stellung als zukünftige Königinmutter zu Macht und Einfluss gelangen wollte. Die später als Kensington System bezeichnete gezielte Isolation der Tochter sorgte dafür, dass die junge Thronfolgerin ohne gleichaltrige Spielgefährtinnen aufwuchs und nur unzureichend auf ihre künftige Rolle als Monarchin vorbereitet wurde. Selbst die Thronbesteigung von Wilhelm IV., der seine Nichte gerne häufiger am Hofe gesehen hätte, änderte diese Situation nicht. Die heranwachsende Prinzessin widersetzte sich allerdings zunehmend den Versuchen von John Conroy und ihrer Mutter, Macht und Einfluss über sie zu erlangen. Dabei stand ihr ihre Erzieherin Louise Lehzen bei, eine Coburger Pastorentochter, die bereits Victoires Tochter aus erster Ehe, Feodora zu Leiningen, erzogen hatte. Die Manipulation gipfelte in dem Versuch Conroys, sich von der jungen Prinzessin schriftlich bestätigen zu lassen, dass sie ihn nach ihrer Thronbesteigung zum Privatsekretär ernennen werde. Als Prinzessin Victoria ihm diese Unterschrift verweigerte, übten sowohl ihre Mutter als auch John Conroy erheblichen Druck auf sie aus. 1835 kam es deshalb zum Bruch zwischen der Mutter und ihrer zu diesem Zeitpunkt erst 16-jährigen Tochter. Teilweise redeten Mutter und Tochter kaum miteinander. Ihr Verhältnis sollte sich erst normalisieren, als Victoria selbst Kinder bekam, doch auch ihren Ehemann Albert von Sachsen-Coburg und Gotha hielt die junge Königin anfangs misstrauisch von allen Regierungsgeschäften fern.
Victoire starb 1861 in Frogmore House und wurde dort in einem für sie errichteten Mausoleum bestattet.

## Nachkommen

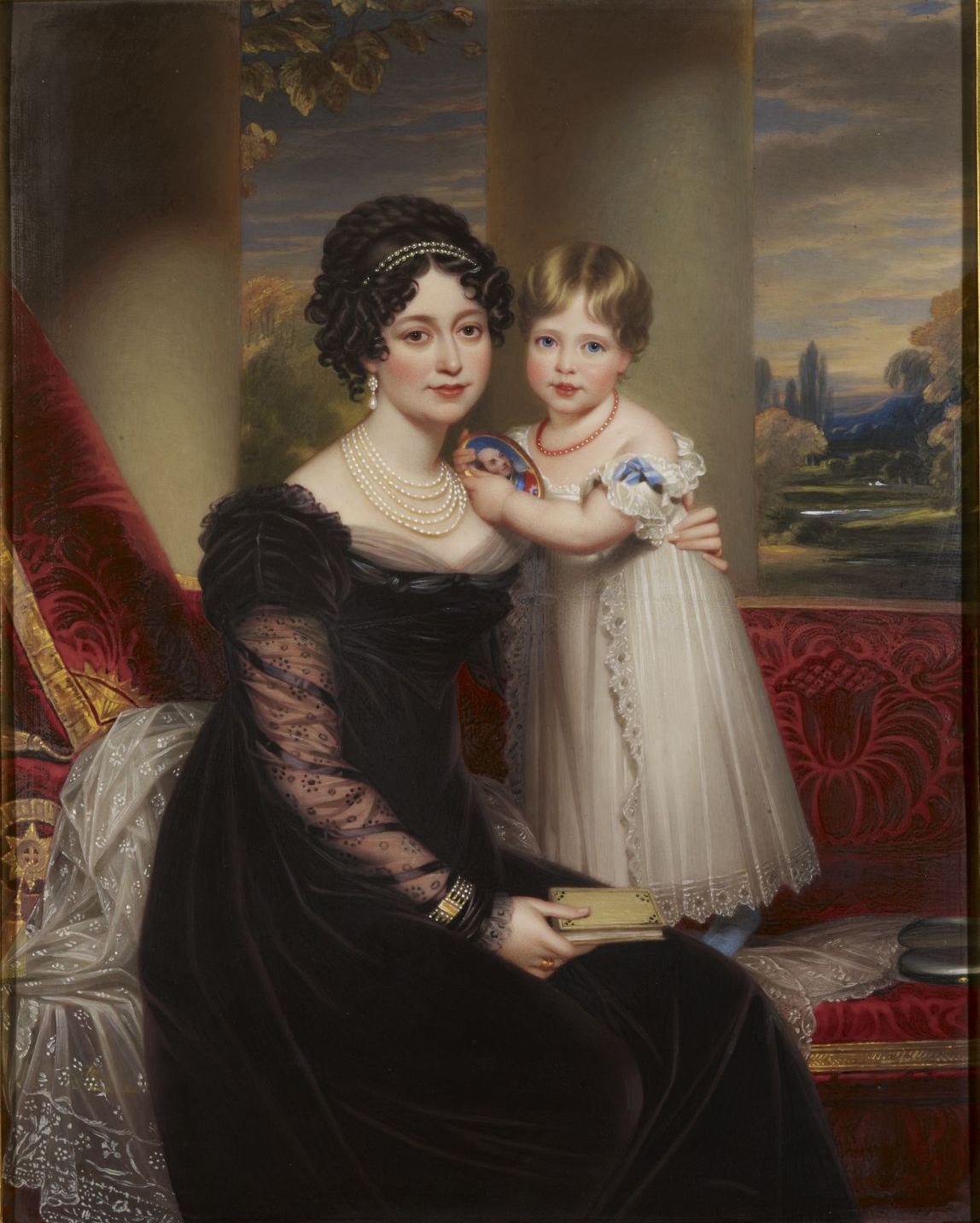
Victoire mit ihrer Tochter Victoria

Aus ihrer ersten Ehe mit dem Fürsten von Leiningen hatte Victoire folgende Kinder:
- Karl Friedrich Wilhelm (1804–1856), Fürst zu Leiningen

⚭ 1829 Gräfin Maria von Klebelsberg (1806–1880)
- Feodora (1807–1872)

⚭ 1828 Fürst Ernst I. zu Hohenlohe-Langenburg (1794–1860)
Mit dem Herzog von Kent hatte Victoire eine Tochter:
- Alexandrina Victoria (1819–1901), Königin von Großbritannien und Irland, Kaiserin von Indien

⚭ 1840 Prinz Albert von Sachsen-Coburg und Gotha (1819–1861)